# Jacques Puel
Jacques Puel (ur. 23 września 1946 w Rodez, zm. 27 maja 2008 w Tuluzie) – francuski lekarz kardiolog specjalizujący się w kardiologii interwencyjnej. Jeden z pionierów angioplastyki wieńcowej.
Uznany na arenie międzynarodowej za swoje osiągnięcia zawodowe. Był pierwszym lekarzem, który w 1986 wszczepił mężczyźnie endoprotezę tętnicy wieńcowej, czyli stent.
Jego imię otrzymał szpital Bourran w Rodez, stając się szpitalem Jacques-Puel.